# Martynas Mažeika
Martynas Mažeika (* 29. Januar 1985 in Klaipėda) ist ein ehemaliger litauischer Basketballspieler und Basketballfunktionär.

## Karriere
Martynas Mažeika konnte schon früh in seinem Heimatclub Neptūnas Klaipėda wichtige Erfahrungen in der litauischen Basketball-Liga (LKL) sammeln. Bereits mit 15 Jahren hatte er sich als feste Größe dort etabliert und glänzte auch in internationalen Wettbewerben mit hervorragenden Leistungen. Er wurde jedes Jahr in die Jugendnationalmannschaften Litauens berufen und absolvierte dort alle Stufen.
In der Saison 2004/05 wechselte Mažeika für 4 Jahre zu ALBA Berlin und entwickelte sich stetig weiter und übernahm mehr und mehr Verantwortung. Für die Saison 2006/07 wurde er an die Telekom Baskets Bonn verliehen, um dort mehr Einsatzzeit zu bekommen und sich dadurch weiterzuentwickeln. In der Saison 2007/08 spielte Mazeika in der italienischen Lega A für Pierrel Capo d’Orlando. Zur Saison 2008/09 wechselte er zurück in seine Heimat und unterschrieb einen Vertrag bei Neptūnas Klaipėda. Zur Saison 2009/10 wechselte Mazeika nach Lettland zu VEF Riga. Dort unterschrieb er einen Vertrag bis 2010.
Januar 2010 wurde sein Vertrag bei VEF Riga allerdings aufgelöst auf eigenen Wunsch und Mazeika wechselte nach Griechenland zu AEK Athen. Nachdem er sein Vertrag am Saisonende ausgelaufen war, kehrte er zu seinem Heimatverein nach Klaipėda zurück. Dort erreichte er in den folgenden sieben Jahren zweimal die Vizemeisterschaft (2014, 2016) sowie Teilnahmen in der EuroLeague, der Champions League und dem EuroCup.
2017 verließ er Klaipėda und schloss sich dem estnischen Club BC Kalev an. Im Oktober 2017 kündigte man seine Verpflichtung bei Science City Jena an, wo er im April 2018 seinen Vertrag frühzeitig bis 2020 verlängerte. Nach dem Abstieg der Saalestädter 2019, der seinen Vertrag nichtig machte, wechselte der Litauer zunächst zu Tartu Ülikooli Korvpallimeeskond und später zum Ligakonkurrenten BC Tallinna Kalev in die estnische Baltic-Basketball-League. Anfang 2020 unterschrieb er einen Vertrag bis Saisonende bei seinem Heimatclub Neptūnas Klaipėda, für die er bis 2022 auf Korbjagd ging. Nach einem weiteren Jahr beim BC Kretinga beendete er seine aktive Karriere als Spieler.
Im März 2023 übernahm er das Amt des Sportdirektors bei seinem Heimatverein Neptūnas Klaipėda. Im November desselben Jahres wurde er zum Geschäftsführer der Organisation ernannt.

## Spielweise
Der 1,92 m große Mažeika spielt auf der Position des Guards und kann als sogenannter Combo Guard sowohl den Spielaufbau übernehmen, sowie auch als sogenannter „Shooter“ in Erscheinung treten. Besonders auffällig ist seine sehr gute und harte Verteidigung, für die er 2017 zum Defensive Player of the Year der LKL ernannt wurde.

## Auszeichnungen und Erfolge
- U-19-Vizeweltmeister: 2003
- U-20-Vizeeuropameister: 2004
- Deutscher Pokalsieger: 2006 (Alba Berlin)
- Deutscher Vizemeister: 2006 (Alba Berlin)
- Litauischer Vizemeister (2): 2014, 2016 (Neptūnas Klaipėda)
- LKL-Allstar (3): 2009, 2014, 2015
- LKL Defensive Player of the Year: 2017